# Conacul Ergiu
Conacul Ergiu este o clădire amplasată în Năpadova, raionul Florești, Republica Moldova. Este un monument arhitectural de importanță națională inclus în Registrul monumentelor Republicii Moldova ocrotite de stat cu nr. 260 (raionul Camenca). Datează de la înc. sec. XX.